# Carcininae
De Carcininae zijn een onderfamilie van krabben (Brachyura) uit de familie Carcinidae.

## Geslacht
- Carcinus Leach, 1814